# Папрачане
Папрачане (серб. Папраћане, Papraćane; алб. Prapaqan) — село в общине Дечани в исторической области Метохия. С 2008 года находится под контролем частично признанной Республики Косово.

## Административная принадлежность
| Сербская позиция                                                                 | Албанская позиция                                            |
| -------------------------------------------------------------------------------- | ------------------------------------------------------------ |
| входит в общину Дечани Печского округа автономного края Косово и Метохия, Сербия | входит в общину Дечани Джяковицкого округа Республики Косово |

## История
Согласно Дечанского хрисовула 1330 года в селе было 52 сербских дома и 174 мужчины. В 1485 году в селе было 27 сербских домов. В 1921 году вместе с деревней Папич (сейчас самостоятельное село) было 48 домов и 263 жителя.

## Население
Согласно переписи населения 1981 года в селе проживало 928 человек: 780 албанцев, 87 мусульман, 60 черногорцев и 1 серб.
Согласно переписи населения 2011 года в селе проживало 740 человек: 372 мужчины и 368 женщин; 696 албанцев, 36 босняков, 6 лиц другой национальности и 2 лица неизвестной национальности.
| Численность населения | Численность населения | Численность населения | Численность населения | Численность населения | Численность населения | Численность населения |
| 1948                  | 1953                  | 1961                  | 1971                  | 1981                  | 1991                  | 2011                  |
| --------------------- | --------------------- | --------------------- | --------------------- | --------------------- | --------------------- | --------------------- |
| 351                   | 469                   | 563                   | 621                   | 928                   | 1087                  | 740                   |

## Достопримечательности
На территории села находится башня Рама Шабания (XIX век).